# كارل روبنسون
كارل روبنسون (بالإنجليزية: Carl Robinson)‏ (13 أكتوبر 1976 المملكة المتحدة - ) هو لاعب كرة قدم بريطاني يلعب كلاعب وسط.

## مسيرته الكروية
لعب كارل روبنسون خلال مسيرته الاحترافية مع 11 ناديًا في ثلاثة وعشرون موسمًا وسجل خلالها 32 هدفًا ضمن 405 مباراة. ولم يفز بأي موسم بالكأس أو بالدوري.
خاض كارل روبنسون مسيرته مع نادي شروزبري تاون في موسم 1995–96 لمدة موسم واحد، مشاركًا في 4 مباريات ولم يسجل أي هدف. ثم انتقل إلى نادي وولفرهامبتون واندررز في موسم 1996–97 ليلعب معه ستة مواسم، حيث شارك في 163 مباراة سجل خلالها 19 هدفًا. لينتقل بعدها إلى نادي شيفيلد وينزداي في موسم 2002–03 لمدة موسم واحد، مشاركًا في 4 مباريات سجل خلالها هدفًا واحدًا. ثم انتقل إلى نادي سندرلاند في موسم 2003–04 واستمر معه طيلة ثلاثة مواسم، مشاركًا في 54 مباراة سجل خلالها 5 أهداف. هذا وانتقل لاحقًا إلى نادي نورويتش سيتي في موسم 2005–06 ولمدة موسمين، مشاركًا في 49 مباراة سجل خلالها هدفين. ثم انتقل بعدها إلى نادي تورونتو في موسم 2007 واستمر معه طيلة ثلاثة مواسم، مشاركًا في 74 مباراة سجل خلالها 3 أهداف. ليعود وينتقل من جديد، لكن هذه المرة إلى نادي نيويورك ريد بولز في عامي 2010-2012 ولمدة موسمين، مشاركًا في 12 مباراة سجل خلالها هدفًا واحدًا.

## روابط خارجية
- كارل روبنسون على موقع الدوري الأمريكي (الإنجليزية)
- كارل روبنسون على موقع قاعدة بيانات كرة القدم.إي يو (الإنجليزية)
- كارل روبنسون على موقع ناشيونال فوتبول تيمز (الإنجليزية)
- كارل روبنسون على موقع Soccerbase.com (لاعب) (الإنجليزية)
- كارل روبنسون على موقع عالم كرة القدم.نت (الإنجليزية)